# JWH-081
JWH-081 – organiczny związek chemiczny, analgetyk i substancja psychoaktywna z grupy kannabinoidów. Wprowadzony do organizmu pobudza receptory kannabinoidowe, jest dość selektywnym agonistą receptora CB1 ze stałą inhibicji Ki 1,2 nM i około dziesięć razy mniejszym powinowactwem do CB2. Został odkryty i po raz pierwszy zsyntetyzowany przez Johna W. Huffmana, od którego nazwiska pochodzi nazwa JWH dla tej rodziny związków. Ze względu na wykrycie w dopalaczach został on uznany w Polsce w 2011 roku za środek odurzający grupy I-N.